# Gapī
Gapī (persiska: گپی) är en ort i Iran.   Den ligger i provinsen Khorasan, i den nordöstra delen av landet, 700 km öster om huvudstaden Teheran. Gapī ligger 1 519 meter över havet och antalet invånare är 153.
Terrängen runt Gapī är kuperad. Runt Gapī är det ganska glesbefolkat, med 28 invånare per kvadratkilometer. Närmaste större samhälle är Khādem Ānlū, 4,5 km väster om Gapī. Trakten runt Gapī består i huvudsak av gräsmarker.